# Erich Marks

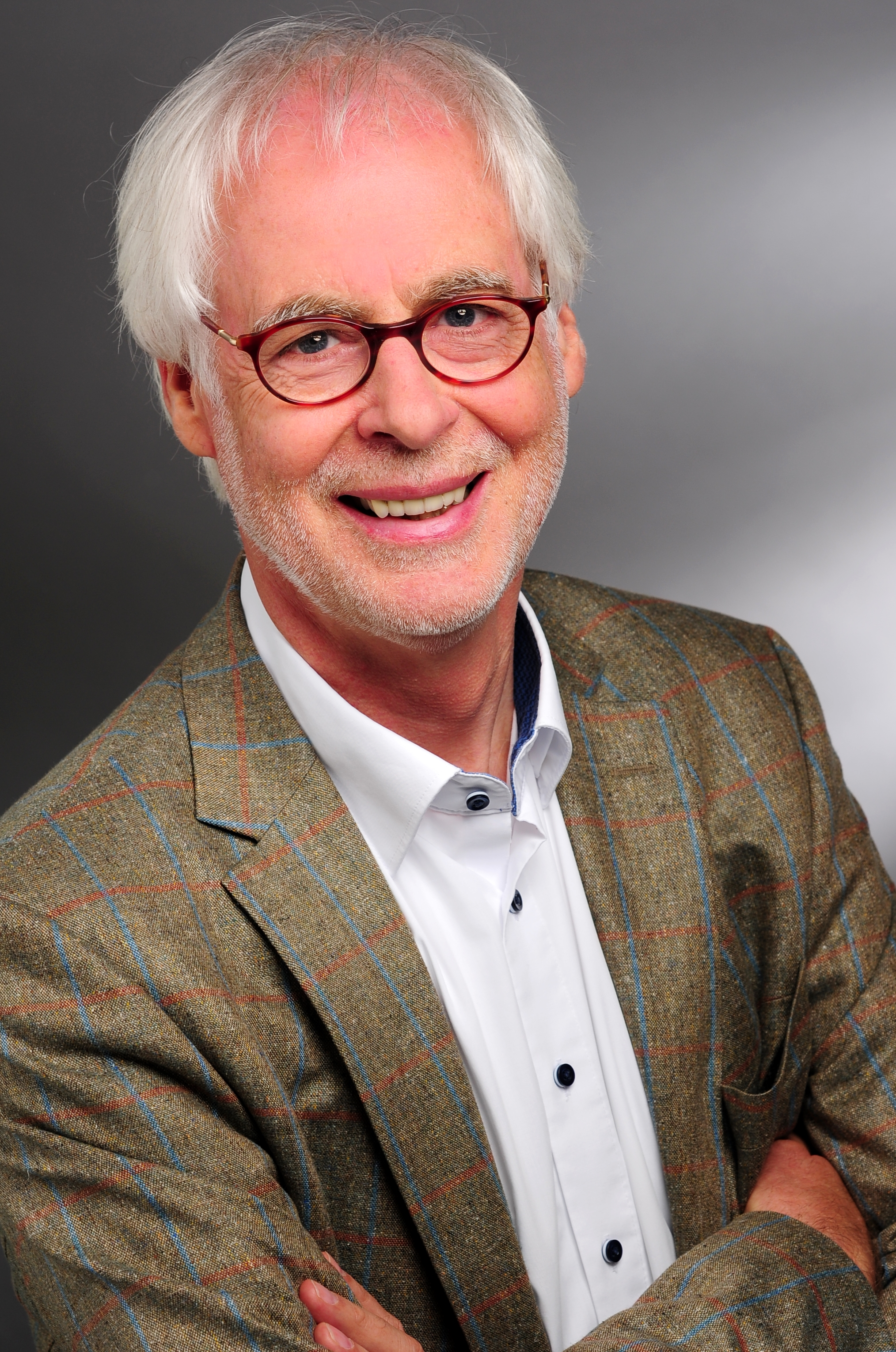
Erich Marks, 2017

Erich Marks (* 22. Juni 1954 in Bielefeld) ist ein deutscher Pädagoge, Geschäftsführer des Deutschen Präventionstages.

## Leben
Nach seinem Abitur studierte Erich Marks zwischen 1973 und 1980 Pädagogik, Psychologie und Philosophie an der Universität Bielefeld. Von 1980 bis 1983 war er Gründungsgeschäftsführer der Brücke Köln e.V. und von 1983 bis 2001 Bundesgeschäftsführer des DBH (Bundesverband für Soziale Arbeit, Strafrecht und Kriminalpolitik) in Bonn. 2001/2002 war er Gründungsgeschäftsführer der Stiftung Deutsches Forum für Kriminalprävention (DFK). Er ist seit vielen Jahren Geschäftsführer und Vorstandsmitglied der DVS und ihrer Deutschen Präventionstage gGmbH. Von 2002 bis 2019 war Erich Marks Geschäftsführer des Landespräventionsrates Niedersachsen im Niedersächsischen Justizministerium.

## Wirken
Kriminalprävention auf nationaler Ebene sowie im Bereich der internationalen Zusammenarbeit sind der zentrale Arbeitsschwerpunkt von Erich Marks. Er ist/war unter anderem geschäftsführendes Vorstandsmitglied der Deutschen Stiftung für Verbrechensverhütung und Straffälligenhilfe (DVS), Vizepräsident der Confederation of European Probation (CEP), Vizepräsident des Europäischen Forums für urbane Sicherheit (EFUS) mit Sitz in Paris, Vizepräsident Mitglied des International Centre for the Prevention of Crime (ICPC) mit Sitz in Montreal, Vorstandsmitglied des Kriminologischen Forschungsinstituts Niedersachsen (KFN) sowie Vorsitzender der Stiftung Pro Kind mit Sitz in Hannover.

## Werke
als Autor
- Bestandsaufnahmen zur Praxis des Täter-Opfer-Ausgleichs in der Bundesrepublik Deutschland. 1. Aufl. Bundesministerium der Justiz, Bonn 1991 (zusammen mit Jürgen Schreckling).

als Herausgeber
- Engagierte Bürger – sichere Gesellschaft. Ausgewählte Beiträge des 13. Deutschen Präventionstages, 2. und 3. Juni 2008 in Leipzig. Forum-Verlag Godesberg, Mönchengladbach, 2009, ISBN 978-3-936999-61-7.
- Starke Jugend – starke Zukunft. Ausgewählte Beiträge des 12. Deutschen Präventionstages, 18. und 19. Juni 2007 in Wiesbaden. Forum-Verlag Godesberg, Mönchengladbach 2008.
- Quality in crime prevention. Books on Demand, Norderstedt 2005, ISBN 3-8334-4194-1.
- Wiedergutmachung und Strafrechtspraxis. Bericht über das Forum für Täter-Opfer-Ausgleich und Konfliktschlichtung vom 10. bis 12. April 1992 in Bonn. Forum-Verlag Godesberg, Bonn 1993.
- Täter-Opfer-Ausgleich. Vom zwischenmenschlichen Weg zur Wiederherstellung des Rechtsfriedens. 2., unveränd. Aufl. Forum-Verlag Godesberg, Bonn 1990, ISBN 3-927066-20-6.